# Microlicia cardiophora
Microlicia cardiophora är en tvåhjärtbladig växtart som beskrevs av Charles Victor Naudin. Microlicia cardiophora ingår i släktet Microlicia och familjen Melastomataceae. Inga underarter finns listade i Catalogue of Life.